# Биатлон на зимних Всемирных военно-спортивных играх
Биатлон сразу был включён в программу первых зимних Всемирных военно-спортивных игр в 2010 году, проходивших в итальянской автономной области Валле-д’Аоста. В рамках этих состязаний проводятся классические спринтерские гонки у мужчин и у женщин, а также гонки патрулей на 25 км у мужчин и на 15 км у женщин (всего 4 комплекта наград).
Первыми чемпионами зимних Всемирных военно-спортивных игр стали победители спринта норвежец Ханс Мартин Гьедрем и полька Кристина Палка, а также победители гонок патрулей - эстонская мужская (Приит Наруск, Индрек Тобрелутс, Каури Кыйв, Роланд Лессинг) и норвежская женская команды (Кари Хеннесейд Эйе, Анне Ингстадбьёрг, Йори Мёркве, Тириль Экхофф).

## Места проведения соревнований
- 2010 -  Валле-д’Аоста

## Биатлонные соревнования на зимних Всемирных военно-спортивных играх
|                |   | 2010 |
| -------------- | - | ---- |
| Мужчины        |   |      |
| Спринт         | • |      |
| Гонка патрулей | • |      |
| Женщины        |   |      |
| Спринт         | • |      |
| Гонка патрулей | • |      |